# Кривадија (Хунедоара)
Кривадија (рум. Crivadia) насеље је у Румунији у округу Хунедоара у општини Баница. Oпштина се налази на надморској висини од 577 m.

## Становништво
Према подацима из 2002. године у насељу је живело 177 становника, од којих су сви румунске националности.